# Tetrastichomyia pulchricornis
Tetrastichomyia pulchricornis är en stekelart som först beskrevs av Charles Joseph Gahan 1919.  Tetrastichomyia pulchricornis ingår i släktet Tetrastichomyia och familjen finglanssteklar. Inga underarter finns listade i Catalogue of Life.